# الشحات محمد أنور
الشيخ الشحات محمد أنور (1 يوليو 1950 - 13 يناير 2008) قارئ قرآن مصري ويعد أحد أعلام هذا المجال البارزين، من مواليد قرية كفر الوزير، مركز ميت غمر، بمحافظة الدقهلية.

## حياته
ولد الشيخ في كفر الوزير بمركز ميت غمر بمحافظة الدقهلية، وبعد تسعين يوما من مولده توفى والده فتعهده خاله وحفظه القرآن الكريم وهو في الثامنة من عمره ورعاه طوال مراحل تعليمه.
قام الشيخ الشحات محمد أنور ببناء مسجد على مساحة ثلاثمائة متراً أسفل منزله الكائن بكفر الوزير وأطلق عليه مسجد (التقوى) واختار هاشم مرسى إماماً للمسجد حيث كان زعيماً لمجموعة من رفقاء السوء ولكن الله تعالى هداه إلى التوبة وحفظ القرآن الكريم .
تزوج الشيخ الشحات محمد أنور من ابنة عمه السيدة نعمات محمد كمال ورزقهما الله نجلاء وهي حاصلة على بكالوريوس الزراعة وأمينة وهي حاصلة على بكالوريوس التجارة وحسنات وهي حاصلة على بكالوريوس التجارة أيضاً وأنور وهو حاصل على ليسانس اللغة العربية جامعة الأزهر وقد حفظ القرآن الكريم ومحمد وهو قاضي بوزارة العدل المصرية وقد حفظ القرآن الكريم، وفي عام 1999 قرأ في الاحتفال الذي أقيم لليلة القدر والذي حضره رئيس الجمهورية ومحمود وهو حاصل على ليسانس الدراسات الإسلامية جامعة الأزهر وقد حفظ القرآن الكريم وانضم إلى نقابة القراء وفي عام 1997م قرأ القرآن الكريم في الاحتفال بليلة القدر والذي حضره رئيس الجمهورية وقرأ أيضا في احتفال عام 2001م ومن أبناء الشيخ الشحات محمد أنور أيضاً كريمة وأسماء وضحى.

## سيرته
تم اعتماده قارئاً بالإذاعة عام 1979 وسجل الشيخ القرآن الكريم مرتلًا وأجازه مجمع البحوث الإسلامية.
في عام 1980 سافر الشيخ الشحات محمد أنور إلى المملكة العربية السعودية لأداء فريضة الحج وفي عام 1994م قرأ القرآن في الاحتفال بالمولد النبوى الذي أقيم بالإسكندرية وحضره رئيس الجمهورية. انضم إلى نقابة القراء وشارك في إحياء ليالى شهر رمضان بلبنان وإيران وكان يسافر مرات مكلفاً ومبعوثاً من قبل وزارة الأوقاف المصرية ومرات بدعوات خاصة فتعلق به الملايين من محبي سماع القرآن خارج مصر في المركز الإسلامي بلندن ولوس أنجلوس والأرجنتين واسبانيا والنمسا وفرنسا والبرازيل ودول الخليج العربي ونيجيريا وتنزانيا والمالديف وجزر القمر وزائير والكاميرون وكثير من دول آسيا وخاصة إيران.
توفي في 12 يناير 2008 عن عمر يناهز 57 عامًا في قريته الأصلية.